# Healey (Northumberland)
Healey – wieś w Anglii, w hrabstwie Northumberland. Leży 25 km na zachód od miasta Newcastle upon Tyne i 399 km na północ od Londynu.